# Парламентские выборы на Кубе (1930)
Промежуточные парламентские выборы на Кубе проходили 1 ноября 1930 года. На них избиралась половина депутатов Палаты представителей, а также 24 членов Сената. В результате наибольшее количество мест заняла Либеральная партия, получившая 28 из 59 мест нижней палаты парламента и 18 из 24 мест Сената. 

## Результаты

### Выборы в Палату представителей
| Партия                             | Голосов | % | Мест |
| ---------------------------------- | ------- | - | ---- |
| Либеральная партия                 |         |   | 28   |
| Национальная консервативная партия |         |   | 23   |
| Кубинская народная партия          |         |   | 8    |
| Всего                              |         |   | 59   |
| Источник: Dieter Nohlen            |         |   |      |

### Выборы в Сенат
| Партия                             | Голосов | % | Мест |
| ---------------------------------- | ------- | - | ---- |
| Либеральная партия                 |         |   | 18   |
| Национальная консервативная партия |         |   | 6    |
| Недействительных/пустых бюллетеней |         | - | -    |
| Всего                              |         |   | 54   |
| Источник: Nohlen                   |         |   |      |